# Rimbachzell
Rimbachzell je občina v departmaju Haut-Rhin francoske regije Alzacija.
Leta 1990 je v občini živelo 196 oseb oz. 109 oseb/km².